# Valentina Napolitano
Valentina Napolitano (* 25. März 2004) ist eine argentinische Leichtathletin, die sich auf den Sprint spezialisiert hat.

## Sportliche Laufbahn
Erste Erfahrungen bei internationalen Meisterschaften sammelte Valentina Napolitano im Jahr 2021, als sie bei den U18-Südamerikameisterschaften in Encarnación in 12,56 s den siebten Platz im 100-Meter-Lauf belegte und mit der argentinischen 4-mal-100-Meter-Staffel in 48,06 s die Bronzemedaille gewann. 2023 belegte sie bei den U20-Südamerikameisterschaften in Bogotá in 12,06 s den sechsten Platz über 100 Meter und gewann im Staffelbewerb in 47,52 s die Bronzemedaille. Zudem belegte sie in der Mixed-Staffel über 4-mal 400 Meter in 3:40,27 min den fünften Platz. 2025 gewann sie bei den Südamerikameisterschaften in Mar del Plata mit der 4-mal-100-Meter-Staffel in 46,57 s gemeinsam mit Belén Fritzsche, María Florencia Lamboglia und Guillermina Cossio hinter den Teams aus Brasilien und Ecuador.
2025 wurde Napolitano argentinische Meisterin in der 4-mal-100-Meter-Staffel.

## Persönliche Bestzeiten
- 100 Meter: 11,89 s (+0,1 m/s), 29. März 2025 in Concepción del Uruguay